# Witold Bronisław Brzeziński
Witold Bronisław Brzeziński (Doliwa-Brzeziński) (ur. 3 września 1897 w Kołomyi, zm. po 1979 roku) – pułkownik dyplomowany administracji Wojska Polskiego. 

## Życiorys
Będąc uczniem szkoły realnej w Krakowie należał do Konnych Polowych Drużyn Sokoła. Do Legionów Polskich wstąpił 4 sierpnia 1914 roku i został przydzielony do IV batalionu, z którym wszedł w skład 2 pułku piechoty Legionów i w którego szeregach odbył kampanię karpacką oraz besarabską, a 29 października 1914 roku został ranny pod Mołotkowem. W 1914 roku awansował na kaprala, a w 1915 roku na plutonowego oraz ukończył podoficerską szkołę piechoty i w 15 kompanii 2 pułku piechoty czasowo komenderował plutonem. 15 czerwca 1915 roku na skutek choroby superrewidowany, a leczył się w Krakowie w szpitalu okręgowym i w tym czasie uzyskał maturę w II Szkole Realnej. Od 21 października 1915 roku służył w kawalerii legionowej, początkowo od września 1915 do lutego 1916 roku w plutonie kawalerii przy Departamencie Wojskowym Naczelnego Komitetu Narodowego w Piotrkowie, a później w kadrze kawalerii w Grupie Legionów, gdzie ukończył szkołę podoficerską kawalerii. Od 15 kwietnia 1916 roku walczył na froncie w szeregach 2 pułku piechoty, początkowo w 2 szwadronie, a później w oddziale sztabowym. Po kryzysie przysięgowym służył w Polskim Korpusie Posiłkowym, w którym 15 października 1917 roku został mianowany aspirantem oficerskim. 18 lutego 1918 roku internowany przez Austriaków, przebywał w obozach w Bustyahaza i Szeklencze, skąd zbiegł do Krakowa w maju 1918 roku. Został schwytany przez policję i internowany w Witkowicach, ale na skutek choroby wkrótce go zwolniono. Powrócił do Krakowa i na Uniwersytecie Jagiellońskim studiował filozofię.
W Wojsku Polskim od 9 listopada 1918 roku, początkowo jako podchorąży w I baonie akademickim w Krakowie dowodził plutonem, a po jego rozwiązaniu przydzielony został 13 lutego 1919 roku do II lotniczego baonu uzupełnień jako instruktor musztry polskiej. Mianowany na tym stanowisku z dniem 1 czerwca 1919 roku podporucznikiem piechoty (dekret z 15 lipca 1919 roku). Przesunięty na stanowisko adiutanta baonu z dniem 1 sierpnia 1919 roku i uczestniczył w tym czasie w kursie pilotażu. Przeniesiony na własną prośbę w dniu 1 kwietnia 1920 roku do wojsk kolejowych i jednocześnie skierowany na wyższy kurs techniczny w Szkole Oficerskiej Wojsk Kolejowych w Krakowie. 2 maja 1920 roku po przerwaniu kursu został przydzielony do baonu zapasowego wojsk kolejowych, w którym był zastępcą dowódcy 1, a później 2 kompanii. Oficer Kierownictwa Budowy Kolei Puck–Hel od 1 września 1920 roku, gdzie początkowo był w kompanii roboczej nr 3 dowódcą plutonu, a po jej demobilizacji od 19 listopada 1920 roku zastępcą dowódcy 12 kompanii wojsk kolejowych. 28 lutego 1921 roku awansowany do stopnia porucznika piechoty. Wraz z podpisaniem pokoju przeniesiony 18 marca 1921 roku do baonu zapasowego 1 pułku wojsk kolejowych w Krakowie. W Łęgu koło Krakowa kierował budową prochowni, a od września do listopada 1921 roku uczestniczył w kursie doszkalającym wojsk kolejowych w Jabłonnie. Powrócił do pułku jako młodszy oficer i dowódca 3 kompanii w I baonie, a później dowódca oddziału roboczego w Nowym Targu. 3 maja 1922 roku został zweryfikowany w stopniu porucznika ze starszeństwem z dniem 1 czerwca 1919 roku i 10. lokatą w korpusie oficerów kolejowych. Przesunięty 19 czerwca 1922 roku na dowódcę sekcji administracyjno-taborowej pułku. W 1923 roku ukończył kilka kursów fachowych (gazowy, oświatowy, doszkalający, informacyjny, uzbrojenia) i jednocześnie kontynuował studia na UJ, zaliczając łącznie 6 semestrów studiów. W 1924 roku ponownie dowodził kompanią, a następnie przydzielony do 5 pułku artylerii ciężkiej na stanowisko oficera baterii. Od lutego do października 1925 roku był na kursie w Szkole Młodszych Oficerów Artylerii, a po jego ukończeniu w latach 1925–1927 odbył studia w Wyższej Szkole Wojennej, awansując w ich trakcie do stopnia kapitana ze starszeństwem z dniem 1 lipca 1925 roku. Po ukończeniu studiów od 31 października 1927 do 23 sierpnia 1929 roku mianowany oficerem sztabu 30 Dywizji Piechoty i przeniesiony w tym czasie z likwidowanego korpusu oficerów wojsk kolejowych do korpusu oficerów saperów (grudzień 1928). Następnie od 23 sierpnia 1929 do 6 października 1930 roku kierownik referatu organizacyjnego w Dowództwie Okręgu Korpusu Nr VIII w Toruniu i od 6 października 1930 do 7 listopada 1932 roku kierownik referatu ogólno–mobilizacyjnego i mobilizacji materiałowej w Wydziale Mobilizacyjnym Dowództwa Okręgu Korpusu Nr IX w Brześciu. Przeniesiony 7 listopada 1932 roku do 1 Baonu Mostów Kolejowych na staż liniowy, gdzie dowodził 2 kompanią, a później dodatkowo był oficerem wyszkolenia baonu. Po odbyciu stażu od maja do grudnia 1934 roku w Centrum Wyszkolenia Saperów był wykładowcą taktyki i organizacji armii, a następnie przeniesiono go na analogiczne stanowisko do Szkoły Podchorążych Saperów. Awansowany 1 stycznia 1936 roku do stopnia majora w korpusie oficerów saperów. Od maja do grudnia 1936 roku w Szefostwie Komunikacji Wojskowych Sztabu Głównego był kierownikiem referatu, a następnie zastępcą szefa Wydziału Mobilizacyjnego w Dowództwie Okręgu Korpusu Nr V w Krakowie.
1 stycznia 1939 roku rozpoczął kolejny staż liniowy na stanowisku zastępcy dowódcy 6 batalionu saperów, a podczas mobilizacji w marcu 1939 roku objął dowództwo 9 batalionu saperów. 2 września 1939 roku został wzięty do niewoli w Borach Tucholskich. W latach 1939–1941 przebywał w Oflagu X A Itzenhoe, w 1941 roku w Oflagu X A Sandbostel, w latach 1941–1942 w Oflagu X C Lubeka i w latach 1942–1945 w Oflagu II C Woldenberg. Wykładał na tajnych kursach oficerskich. 30 stycznia 1945 roku został uwolniony przez Armię Czerwoną i zamieszkał w Boernerowie, a w szkołach w Miłosnej, Sulejówku i Rembertowie podjął pracę jako nauczyciel historii, rysunków i PW.
Powołany 15 listopada 1945 roku do służby w ludowym Wojsku Polskim i mianowany zastępcą szefa Oddziału IV Sztabu Generalnego, a 1 stycznia 1946 roku awansowany do stopnia podpułkownika dypl. saperów. Przeniesiony do Oddziału VI Sztabu Generalnego 8 maja 1946 roku, gdzie wyznaczono go na stanowisko starszego pomocnika szefa Wydziału Studiów Operacyjnych. W 1947 roku po przekształceniu Oddziału VI w Wojskowe Biuro Historyczne był szefem Wydziału Odrodzonego WP w WBH. 22 lipca 1947 roku został awansowany na pułkownika dypl. administracji. Mianowany pomocnikiem ds. naukowych komendanta Fakultetu Wojskowego w Gdańsku w listopadzie 1949 roku, skąd na własną prośbę przeniesiony został 9 sierpnia 1951 roku do Wojskowej Akademii Technicznej. Początkowo był tam inspektorem Fakultetu Wojsk Inżynieryjnych, a od 18 marca 1952 roku kierownikiem Sekcji Doskonalenia Kadry i Magistrów na Wydziale Wyszkolenia WAT i jednocześnie zastępcą szefa tegoż wydziału. 28 sierpnia 1952 roku został odwołany ze stanowiska i pozostawiony w dyspozycji Departamentu Kadr MON. 8 października 1952 roku przeniesiony do rezerwy z zaopatrzeniem emerytalnym. Nadal mieszkał w Gdańsku, gdzie od 1 stycznia 1953 roku w Spółdzielni „Samopomoc Chłopska” był inspektorem nadzoru budowlanego. Zmarł po 1979 roku. 

## Ordery i odznaczenia
- Krzyż Kawalerski Orderu Odrodzenia Polski
- Medal Niepodległości
- Krzyż Walecznych
- Złoty Krzyż Zasługi
- Srebrny Krzyż Zasługi